# シャーロット・ジョーダン
シャーロット・ジョーダン・エヴァンス (Charlotte Jordan、1995年6月1日 - ) は、イギリスの女優。『フリー・レイン』や『コロネーション・ストリート』での役柄で知られる。

## バイオグラフィー
1995年6月1日サリー州生まれ。パーフォードの私立学校オークフィールド・スクールと、バイフリートのスーザン・ロビンソン・スクール・オブ・バレエに通った。

## 主な出演作品
- トランシルヴァニアの夏 (2010 - 2011)
- 堕落の天使 (2016)
- フリーレイン (2018 - 2019)
- コロネーション・ストリート (2020 - 現在)